# Allen (Hamm)
Allen ist ein bis heute ländlich geprägter Ortsteil der westfälischen Stadt Hamm.

## Geographie

### Lage
Allen liegt im Süden der Stadt Hamm.

### Gliederung
Zu Allen gehören die Siedlungen Holthöfen (im Nordosten) und Unterallen (im Süden) ebenso wie der im Nordwesten gelegene Gewerbepark Rhynern.

### Nachbargemeinden
Allen grenzte im Jahr 1967 im Uhrzeigersinn im Westen beginnend an die Gemeinden Osterflierich, Rhynern, Osttünnen, Süddinker und Wambeln (alle heute zu Hamm) sowie Sönnern und Hilbeck (beide heute zu Werl).

## Geschichte
Allen wurde erstmals urkundlich 1250 als curia in Alnen erwähnt. Süd-Allen wurde als Lehen Suytallen im Limburger Urkundenbuch 1380, 1483 und 1488 geführt.
Allen gehörte im Spätmittelalter und der Frühen Neuzeit in eigener Bauerschaft (Alleren) im Amt Hamm zur Grafschaft Mark. Laut dem Schatzbuch der Grafschaft Mark von 1486 hatten die 17 Steuerpflichtigen in der Bauerschaft zwischen 1 oirt und 6 Goldgulden an Abgabe zu leisten. Im Jahr 1705 waren in der Bauerschaft Allen 19 Steuerpflichtige mit Abgaben an die Rentei Hamm im Kataster verzeichnet.
Im 19. Jahrhundert gehörte Allen bei der Errichtung der Ämter in der preußischen Provinz Westfalen zum Amt Rhynern im Kreis Hamm. Im Jahr 1885 gab es in der Landgemeinde Allen auf 915 ha Fläche, davon 658 ha Ackerland, 30 ha Wiesen, 113 ha Holzungen, 3 Wohnplätze, 49 Wohnhäuser mit 56 Haushaltungen und 370 Einwohner.
Anlässlich der Auskreisung der Stadt Hamm am 1. April 1901 wurde aus dem Kreis der Landkreis Hamm. Nach einer Gebietserweiterung im Jahr 1929 wurde dieser im Oktober 1930 in Kreis Unna umbenannt.
Am 1. Januar 1968 wurden die Gemeinden Allen, Freiske, Hilbeck, Osterflierich, Osttünnen, Rhynern, Süddinker und Wambeln zur neuen Gemeinde Rhynern zusammengeschlossen. Diese blieb jedoch nur bis zum 31. Dezember 1974 bestehen, am folgenden Tag wurde sie aufgeteilt: Allen wechselte mit dem Hauptteil dieser Gemeinde (6187 Einwohner, die auf 44,79 km² wohnten) in die kreisfreie Stadt Hamm. Der Ortsteil Hilbeck (9,96 km² mit 856 Einwohnern) wurde nach Werl im Kreis Soest umgegliedert.

## Einwohnerentwicklung
| Jahr | Einwohner |
| ---- | --------- |
| 1849 | 341       |
| 1910 | 354       |
| 1931 | 380       |
| 1956 | 559       |
| 1961 | 422       |

## Verkehr

### Straßen
Die Bundesstraße 63 verbindet Allen mit Hamm und Werl.
Die Kreisstraße 19 führt nach Wambeln. Die Kreisstraße 38 verbindet Allen im Norden mit Rhynern und im Süden mit Hilbeck und dem zu Unna gehörenden Ort Hemmerde.

### Öffentlicher Personennahverkehr
Allen wird von der Regionallinie 41 der Verkehrsgemeinschaft Ruhr-Lippe bedient (Haltestellen Opsen, Zehntgarbenweg und Kump). Sie verbindet den Ort auf der Bundesstraße 63 mit Hamm und Werl.
Allen war ein Haltepunkt an der 1876 eröffneten Bahnstrecke Welver–Sterkrade. Die Strecke wurde 1968 von Welver bis Unna-Königsborn stillgelegt und abgebaut. Das Gebäude des ehemaligen Haltepunkts existiert noch.